# Нісіока Тосіакі
Нісіока Тосіакі (яп. 西岡利晃, англ. Toshiaki Nishioka; 25 липня 1976) — японський професійний боксер, чемпіон світу за версією WBC (2008—2012) у другій легшій вазі.

## Професіональна кар'єра
1994 року переможно дебютував на професійному рингу. В другому поєдинку зазнав першої поразки.
25 червня 2000 року, маючи рекорд 20-2-1, вперше вийшов на бій проти чемпіона WBC в легшій вазі Веєрафол Сахапром (Таїланд) і програв одностайним рішенням. В наступні чотири роки ще тричі намагався відібрати у тайця звання чемпіона, двічі звівши поєдинок внічию і один раз програвши одностайним рішенням.
15 вересня 2008 року в бою проти Намчай Сару (Таїланд) здобув перемогу одностайним рішенням і завоював титул «тимчасового» чемпіона WBC в другій легшій вазі. У грудні 2008 року був підвищений до звання повноцінного чемпіона. Впродовж 2009—2011 років провів сім успішних захистів титулу, здобувши перемоги над такими мексиканськими бійцями, як Джонні Гонсалес Вера, Іван Ернандес і Рафаель Маркес.
У березні 2012 року через низьку активність був переведений Світовою боксерською радою у почесні чемпіони. 13 жовтня 2012 року вийшов на бій проти чемпіона WBO в другій легшій вазі Ноніто Донера (Філіппіни), зазнав поразки технічним нокаутом в дев'ятому раунді і завершив виступи.